# Herreviken

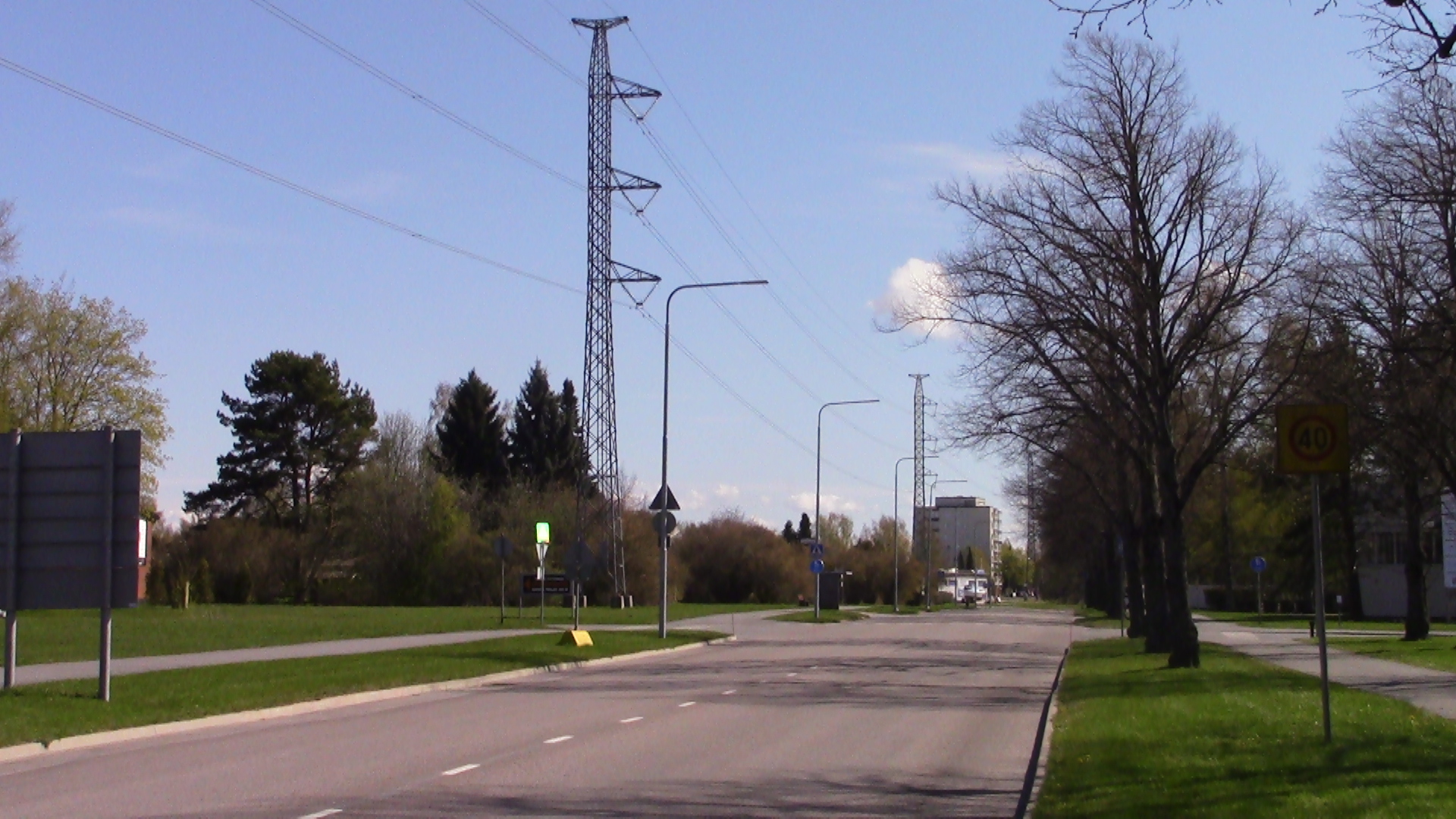
Koivulavägen i Herreviken.

Herreviken, fi.: Herralahti, är en stadsdel i Björneborgs stad. Stadsdelen ligger öster om stadens centrum. Området uttorkades genom nödhjälpsarbete under 1930-talets början. 

## Gamla namn
- Krono- och Fiskviken
- Herreviken eller Kungsviken
- Herregårdsviken
- Konungsgårdsviken